# Arona (Espanha)

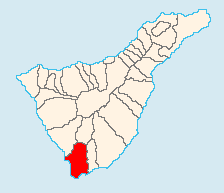
Localização de Arona

Arona é um município da Espanha localizado na província de Santa Cruz de Tenerife, comunidade autónoma das Canárias. Tem 81,8 km² de área e em 2021 tinha 21 000 habitantes (densidade: 256,7 hab./km²).
Compreende 4% da área da ilha e fica a 81 km de Santa Cruz de Tenerife, a capital da ilha. A população do município em 1996 era de 28 208 e tem crescido rapidamente nos anos mais recentes devido à chegada da indústria do turismo e foi das que mais cresceu entre 2000 e 2002 nas ilhas das Canárias. Arona tem um clima ameno com temperatures entre os 20 e os 25 graus Celsius. As partes mais importantes do município incluem as reservas turísticas de Los Cristianos, Playa de las Americas, Costa del Silencio e Las Galletas. Arona também inclui Punta Salemas, o ponto mais meridional da ilha de Tenerife.
Pode-se aceder a Arona através da auto-estrada TF1 para o sul ligando Adeje a Santa Cruz de Tenerife. A ligação de auto-estrada existe desde os anos 90. A antiga estrada ainda passa ao largo da costa.
A área era pouco povoada nos séculos iniciais da povoação da ilha. Embora Viera y Clavijo tenha mencionado uma pequena aldeia do mesmo nome num trabalho mais antigo acerca da ilha, a construção de uma igreja só teve lugar no século XVII e esta igreja só obteve o estatuto de paróquia em Março de 1796.
Até ao século XX a economia era baseada em pesca e agricultura incluindo o cochineal, bananas e gado. Também havia uma pequena pedreira na vila piscatória de Los Cristianos século XIX.
Na primeira metade do século XX, a população cresceu devagar mesmo com um declínio do preço de cochineal, um declínio geral na produção agrícola e a guerra civil de Espanha. No entanto, a economia e a população tem crescido rapidamente nos anos mais recentes porque se tornou num popular destino turístico. A população cresceu de 13,556 em 1981 até 28,208 em 1996. A população em 2005 atingiu finalmente os 60,000. Para ilustrar o contraste, o municípios tinha uma população de aproximadamente 2,000 en 1901. A indústria turística emprega 60% da força laboral.

## Áreas importantes
O Parque Central de Arona, acabado em 2004 tem 4 hectares. Desenhado por arquitectos e biológos, possui uma colecção de palmeiras tropicais, e uma secção rochosa com flora endémica desta parte da ilha.
Los Cristianos é um dos maiores centros de turismo na costa sul de Tenerife. Originalmente uma acolhedora vila piscatória a reserva sofreu grande expansão durante os últimos vinte anos e é agora uma agitada reserva.
Las Galletas é uma vila piscatória situada entre Los Cristianos e o aeroporto sul de Tenerife. Também dispõe de instalações turísticas. As Playas de Las Vistas foi renovada com areia do fundo do mar tornando-a uma das praias mais longas de Tenerife.